# Zih Károly
Zih Károly (Belényes, Bihar vármegye, 1885 – Budapest, 1977. augusztus 3.) magyar jogász, főszolgabíró, országgyűlési képviselő.

## Élete
1885-ben született a Bihar megyei Belényesen, református vallásban; anyai ági felmenői régi erdélyi nemesi családból származtak. A debreceni jogakadémián tanult, majd a kolozsvári egyetemen fejezte be jogi tanulmányait. 1907-ben közigazgatási pályára lépett és Bihar vármegyében kezdte meg szolgálatát. 1914-ben tették meg szolgabíróvá, 1918-tól pedig huszonegy éven át mint a cséffa-nagyszalontai [későbbi nevén sarkadi], majd a biharkeresztesi járás főszolgabírája teljesített szolgálatot.
Társadalmi és egyházi szervezetekben egyaránt sokoldalúan vállalt szerepet. Éveken át volt elnöke a Társadalmi Egyesületek Szövetsége sarkadi csoportjának és díszelnöke a Hadirokkantak, Hadiözvegyek és Hadiárvák Országos Nemzeti Szövetsége (HONSZ) sarkadi osztályának. A nagyszalontai református egyházmegyében két teljes évtizeden át volt a tanácsbírája.
A Sebes-Körös 1925-ös gátszakadása következtében előállott árvízi veszélyhelyzet elhárításánál kifejtett áldozatos tevékenységéért a kormányzó Signum Laudis elismerésben részesítette, 1930-ban pedig a koronás ezüst éremmel tüntette ki. 1932-ben az ínségakció szervezése körül végzett munkásságáért miniszterelnöki elismerésben részesült. 
Az 1930-as évek végén az országos politikába is bekapcsolódott, az 1939. évi általános választásokon ugyanis jelöltette magát országgyűlési képviselőnek, és el is nyerte a biharkeresztesi választókerület mandátumát, a Magyar Élet Pártja színeiben.